# Judo agli XI Giochi del Mediterraneo
La seguente pagina illustra i risultati del judo agli XI Giochi del Mediterraneo. Va tenuto presente che in quest'edizione nel Judo si sono disputate soltanto gare maschili.

## Podi

### Uomini
| Evento                            | Oro                 | Argento               | Bronzo                                |
| fino a 60 kg (pesi super-leggeri) | Girolamo Giovinazzo | Franck Moreau         | Ali Idir Haldun Efemgl                |
| fino a 65 kg (pesi mezzo-leggeri) | Abdelhakim Harkat   | Jean-François Thenier | Vincenzo Ascolese Hakan Kapan         |
| fino a 71 kg (pesi leggeri)       | Massimo Sulli       | Miroslav Jocic        | Meziane Dahmani Alpasian Ayan         |
| fino a 78 kg (pesi medio-leggeri) | Bertrand Amoussou   | Alessandro Pilati     | Sotirios Vakatassis Slah Rekik        |
| fino a 86 kg (pesi medi)          | Jean-Louis Geymond  | Walid Hussein         | Charilaos Zarangas Domenico Paduano   |
| fino a 95 kg (pesi medio-massimi) | François Fournier   | Luigi Guido           | Pedro Caudet Elias Nikas              |
| oltre 95 kg (pesi massimi)        | Mohamed Rashwan     | Patrice Rognon        | Stefano Venturelli Dimitar Milinkovic |

## Medagliere
| Posizione | Paese      |   |   |    | Totale |
| --------- | ---------- | - | - | -- | ------ |
| 1         | Francia    | 3 | 3 | 0  | 6      |
| 2         | Italia     | 2 | 2 | 3  | 7      |
| 3         | Egitto     | 1 | 1 | 0  | 2      |
| 4         | Algeria    | 1 | 0 | 2  | 3      |
| 5         | Jugoslavia | 0 | 1 | 1  | 2      |
| 6         | Grecia     | 0 | 0 | 3  | 3      |
| 6         | Turchia    | 0 | 0 | 3  | 3      |
| 8         | Spagna     | 0 | 0 | 1  | 1      |
| 8         | Tunisia    | 0 | 0 | 1  | 1      |
| Totale    | Totale     | 7 | 7 | 14 | 28     |